# Arabella Hochhaus
Arabella-Hochhaus — двадцати трёх этажное здание гостиничное здание в районе Арабеллапарк, Богенхаузен, в восточной части Мюнхена (Германия). В настоящее время в нём размещаются как гостиничные номера, так и жилые апартаменты. До 1990 года в подвале здания располагалась студия звукозаписи Musicland Studios, где записывались таки исполнители, как Фреди Меркури, The Rolling Stones, Deep Purple, Led Zeppelin и многие другие..

## История
В преддверии летних Олимпийских игр 1972 года для размещения будущих гостей Олимпиады в Мюнхене было построено несколько гостиниц. Среди них гостиница Arabella Bogenhausen Hotel на 467 номеров, спроектированная архитектором Тоби Шмидбауереом. Строительство здания проходило с 1966 по 1969 год и на момент завершение оно было одним из наибольших отелей в городе. В 1998 году Arabella Hotel Holding и Starwood образовали совместное предприятие и гостиница была переименована в ArabellaSheraton Bogenhausen. Позже она сменила название на Sheraton Munich Arabellapark Hotel. Компания управлялась совместно с The Westin Grand Munich, расположенным на противоположной стороне улицы. В настоящее время кроме гостиницы в здании находится две клиники, 550 квартир под аренду, 100 офисов и хирургическое отделение. На крыше расположена спа-зона.
Так как срок службы здания подходил к концу, он не имел права на статус памятника архитектуры, а его реконструкция была невозможна из-за устаревших методов строительства, то его снос был запланирован на 2026 год. Однако из-за пандемии COVID-19 снос был отложен на 2030 год и отель остаётся открытым. В июне 2022 года рейтинг гостиницы был понижен до бренда Marriott Four Points by Sheraton и она была переименована в Four Points by Sheraton Munich Arabellapark.